# Metilenetetraidrofolato reduttasi (ferredossina)
La metilenetetraidrofolato reduttasi (ferredossina) è un enzima appartenente alla classe delle ossidoreduttasi, che catalizza la seguente reazione:
5-metiltetraidrofolato + 2 ferredossina ossidata ⇄ 5,10-metilenetetraidrofolato + 2 ferredossina ridotta + 2 H+
È una flavoproteina ferro-zolfo che contiene anche zinco. L'enzima di Clostridium formicoaceticum catalizza la riduzione del blu di metilene, menadione, benzil viologeno, rubredossina o FAD con il 5-metiltetraidrofolato e l'ossidazione della ferredossina ridotta o FADH2 con il 5,10-metilenetetraidrofolato. Comunque, a differenza della metilenetetraidrofolato reduttasi (NAD(P)H) (numero EC 1.5.1.20), non c'è attività con il NAD(P)H.